# Kurt Gailat
Kurt Gailat (* 14. Juli 1927 in Klein-Dräwen, Kreis Stallupönen, Ostpreußen; † 8. November 2010) war ein deutscher Oberst und Hauptabteilungsleiter des Ministeriums für Staatssicherheit (MfS) der DDR. Er war von 1983 bis 1990 Leiter der Abteilung II der Hauptverwaltung A (HVA), des Auslandsnachrichtendienstes der DDR, zuständig für „Parteien und Organisationen in der Bundesrepublik Deutschland“. In den 1970er Jahren war er Führungsoffizier des DDR-Spions Günter Guillaume.

## Leben
Gailat erlernte nach der Volksschule den Beruf des Tischlers. 1945 wurde er in die Wehrmacht eingezogen und kämpfte im Zweiten Weltkrieg. Er geriet in sowjetische Kriegsgefangenschaft und wurde in die Sowjetunion gebracht. In der Gefangenschaft besuchte er verschiedene Antifa-Schulen.
1949 kehrte er nach Deutschland zurück und wurde Sekretär der Kreisleitung der FDJ in Wismar und später erster Vorsitzender der Kreisleitung Greifswald. 1950 trat er in die SED ein und wurde Abteilungsleiter beim FDJ-Landesverband Mecklenburg. Bis 1951 besuchte er die Parteihochschule „Karl Marx“ der SED.
1951 wurde Gailat vom Auslandsnachrichtendienst Institut für wirtschaftswissenschaftliche Forschung (IWF) eingestellt, aus dem später die dem MfS unterstellte Hauptverwaltung A hervorging. Gailat war von Beginn an in der Abteilung II, zuständig für „Parteien und Organisationen in der Bundesrepublik Deutschland“ eingesetzt. Bis 1967 absolvierte er ein Fernstudium an der Juristischen Hochschule des MfS in Potsdam und wurde Diplom-Jurist. 1970 wurde er promoviert und 1979 zum Oberst befördert. 1983 wurde er Leiter der HVA-Abteilung II.
In den 1970er Jahren war Gailat Führungsoffizier des DDR-Spions Guillaume, dessen Enttarnung zum Rücktritt des Bundeskanzlers Willy Brandt beitrug. In den 1980er Jahren infiltrierte das MfS unter Gailats Führung diverse ökologisch orientierte Gruppen, die Friedensbewegung und die Partei Die Grünen in West-Berlin.
Nach dem Ende der DDR erfolgte 1990 seine Entlassung aus dem Dienst. Er lebte zuletzt in Berlin und war Mitglied des Vereins Initiativgemeinschaft zum Schutz der sozialen Rechte (ISOR), dem von Wissenschaftlern, Politikern und Journalisten wiederholt Geschichtsrevisionismus vorgeworfen wurde.